# Haliclona vega
Haliclona vega är en svampdjursart som först beskrevs av Robert Fredric Fredrik Fristedt 1887.  Haliclona vega ingår i släktet Haliclona och familjen Chalinidae. Inga underarter finns listade i Catalogue of Life.